# Betelové sousto

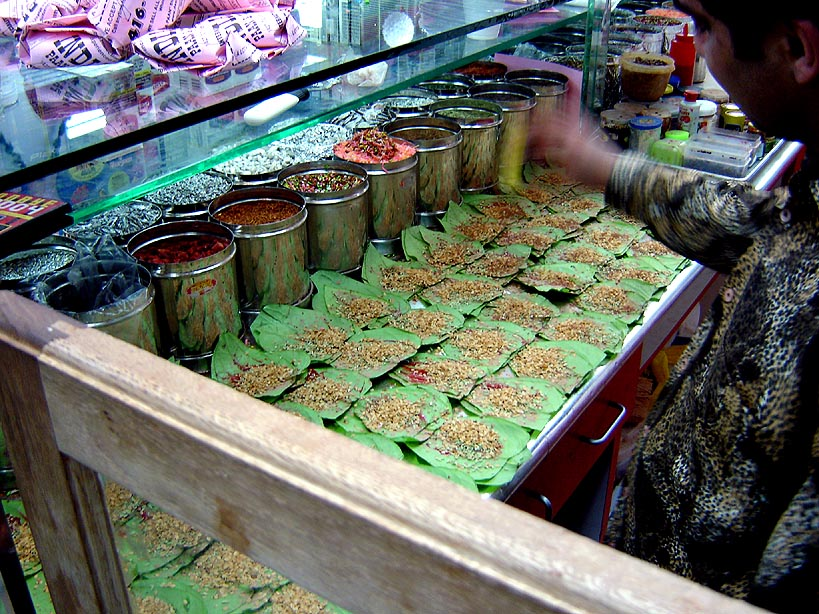
Příprava pinangu

Betelové sousto (indonésky pinang) je rostlinná droga, která se žvýká zejména v jihovýchodní Asii. Existuje několik typů betelového sousta podle obsažených rostlin. Základem jsou nedozrálé plody palmy arekové (Areca catechu) a listy pepřovníku betelového (Piper betle) (odtud název) potřené hašeným vápnem (drcený vápenec, drcené lastury). Někdy se též přidávají listy gambirovníku trpkého (Uncaria gambir), listy tabáku virginského (Nicotiana tabacum), semena akácie (Acacia catechu), hřebíčkovec kořenný (Syzygium aromaticum), muškátový oříšek (Myristica fragrans) a kardamovník obecný (Elettaria cardamomum). Při žvýkání betelového sousta se uvolňuje hlavně arekaidin, který barví sliny do červena. Ostatní alkaloidy pak působí na zvýšenou sekreci potních a slinných žláz, likvidují střevní parazity a působí osvěžení organizmu. Vápno, obsažené v soustu, však ničí zubní sklovinu a dráždí sliznici. Proto intenzivní žvýkači mívají černý a mnohdy také značně prořídlý chrup.

## Fotogalerie

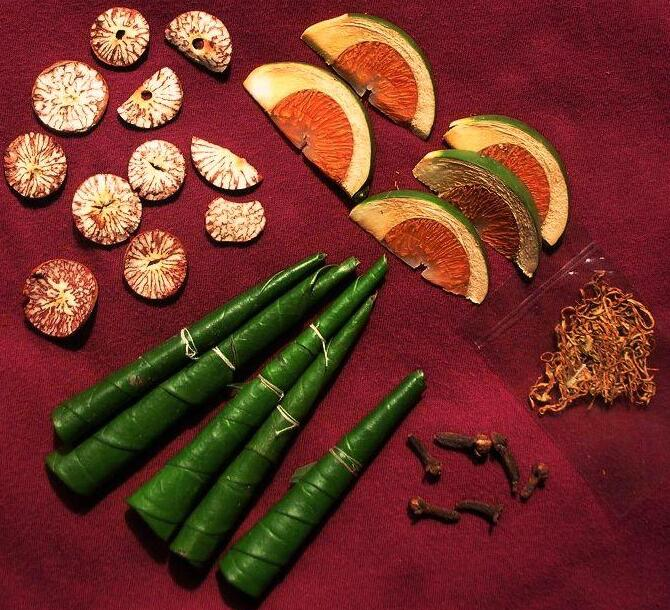
Betelové sousto. Na tomto obrázku vidíme plod arekové palmy (Areca catechu) v horní části, vlevo muškátový oříšek (Myristica fragrans) betelový list (Piper betle), hřebíček (Myristica fragrans) a tabák (Nicotiana tabacum).
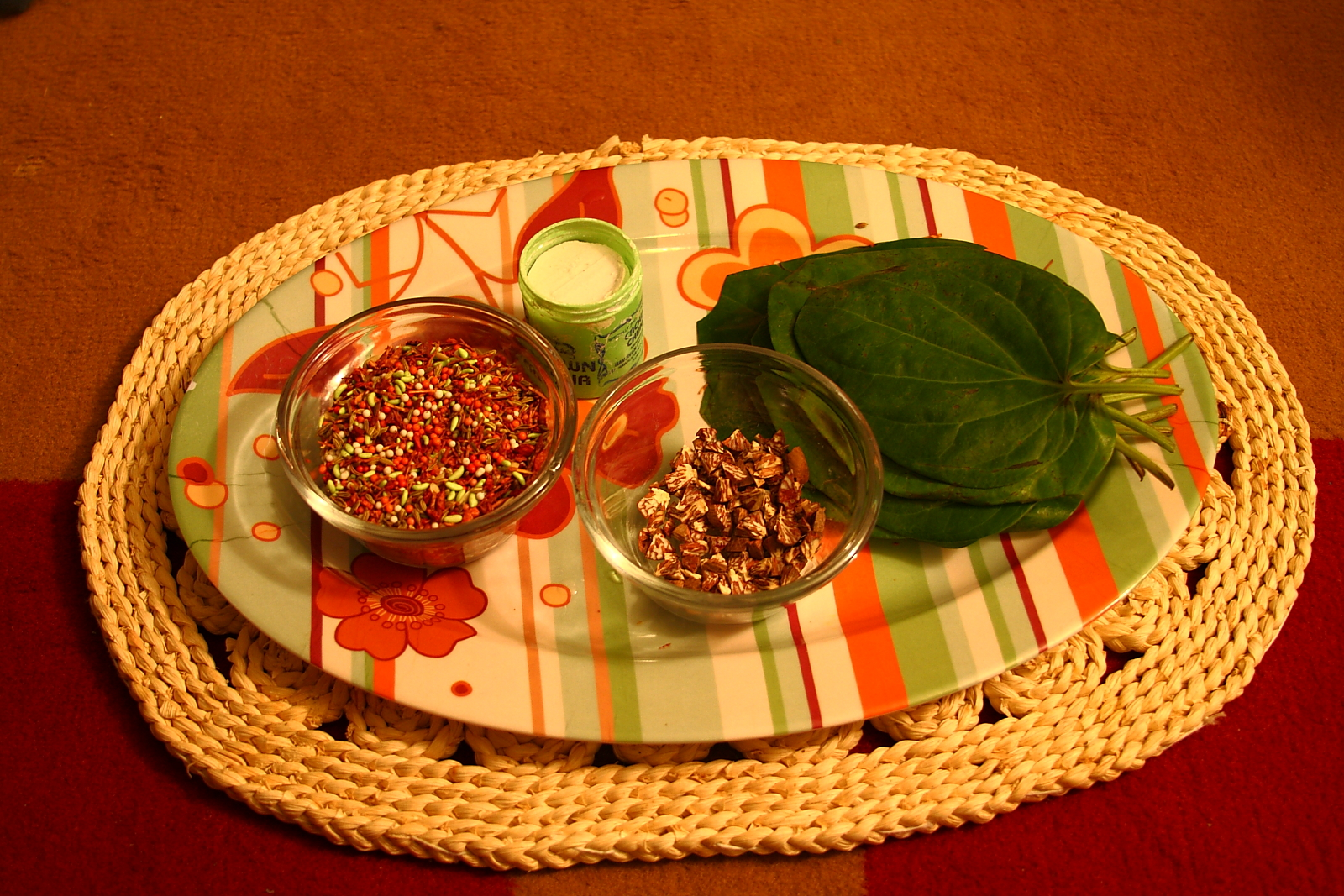
Typické ingredience betelového sousta
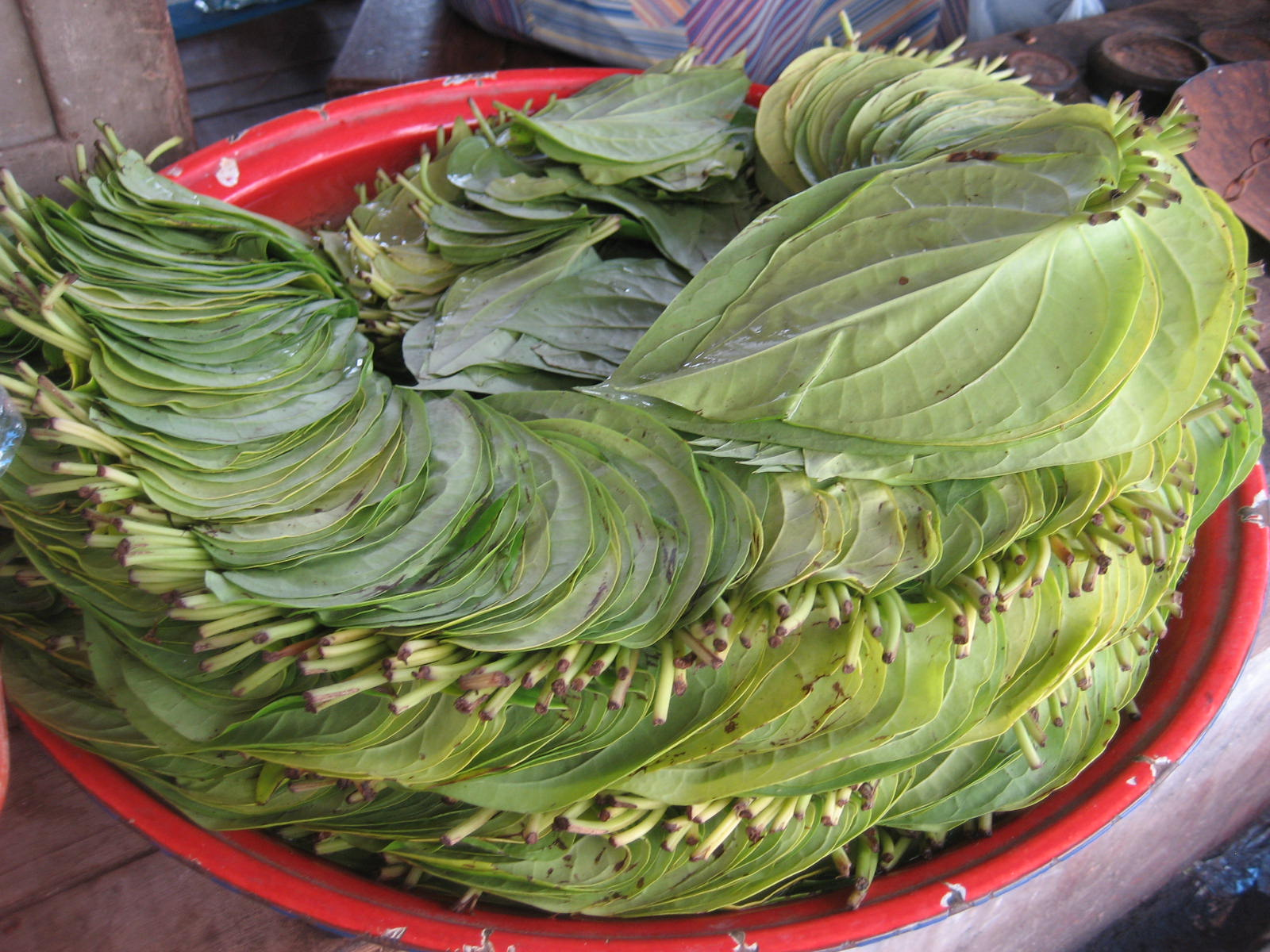
Betelové listy na trhu
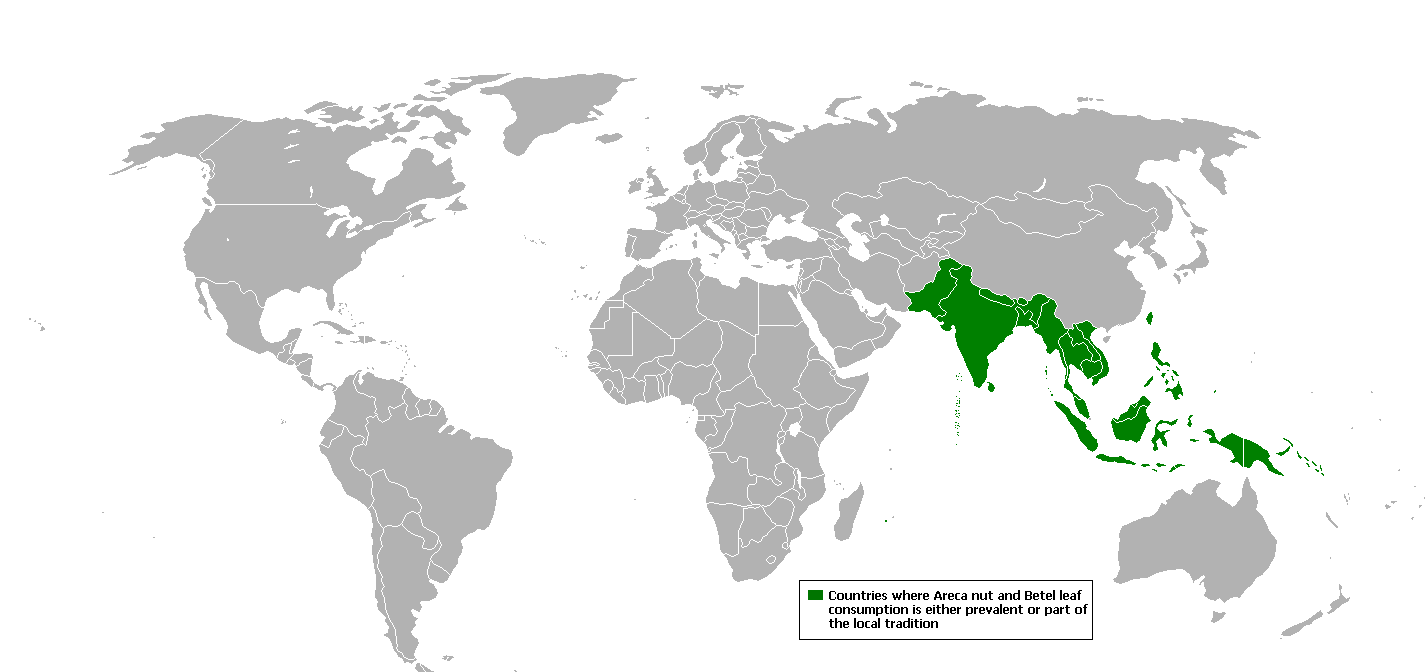
Mapa popularity betelového sousta
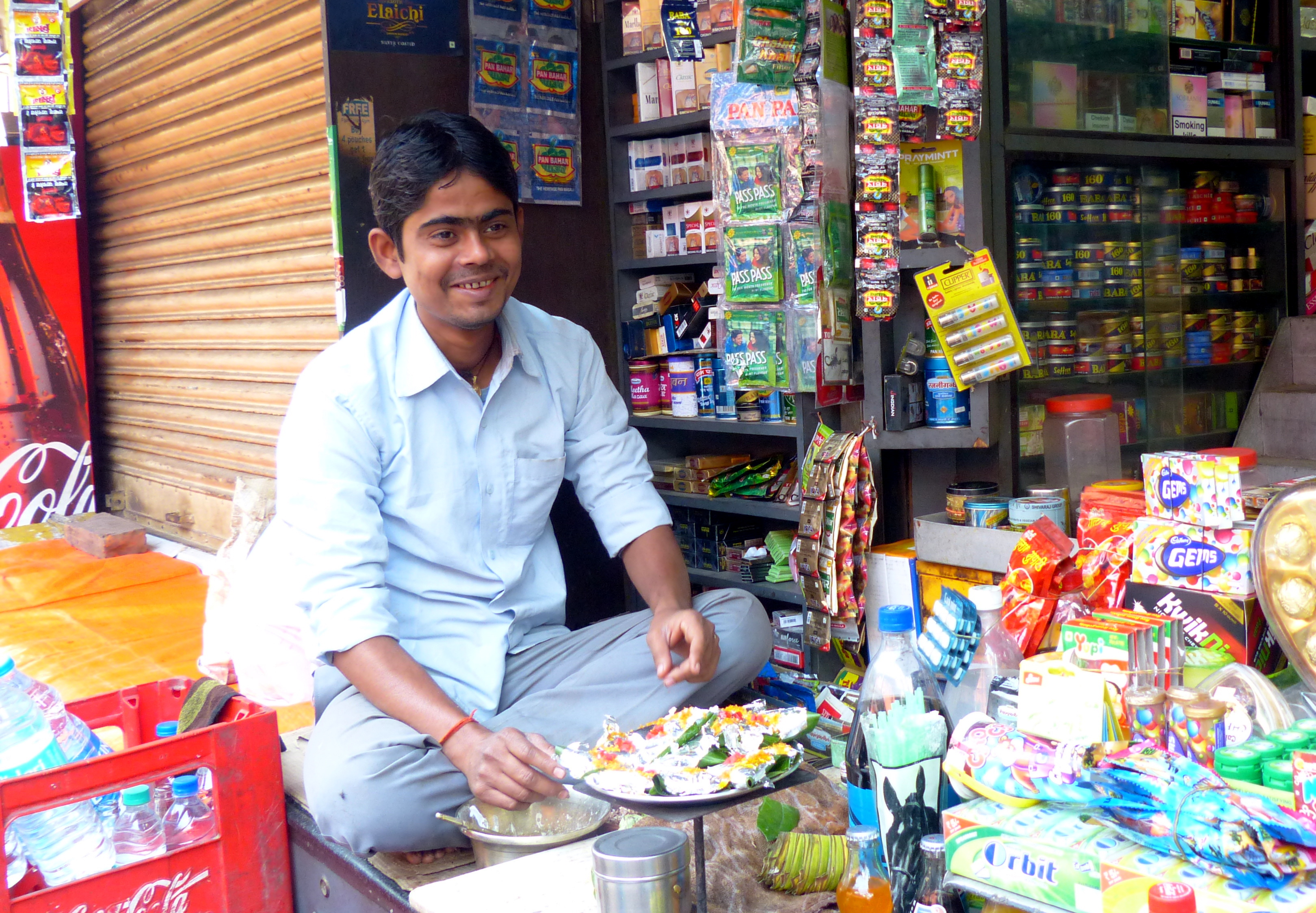
Prodejce betelového sousta
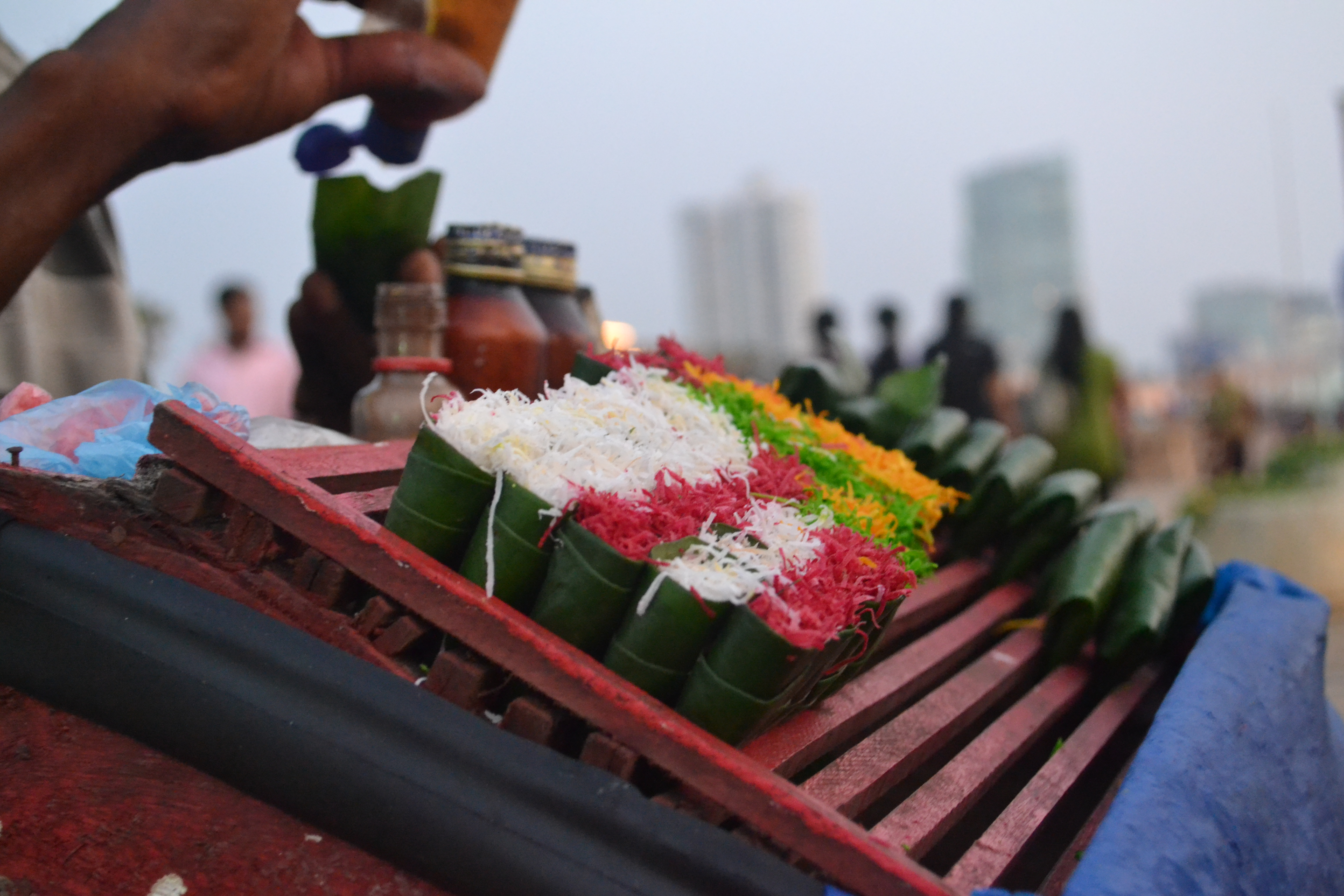
Betelové sousto v prodeji, Sri Lanka
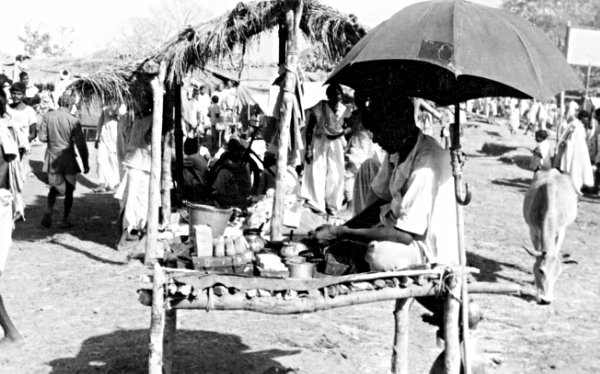
Žvýkání betelového sousta má dlouhou tradici
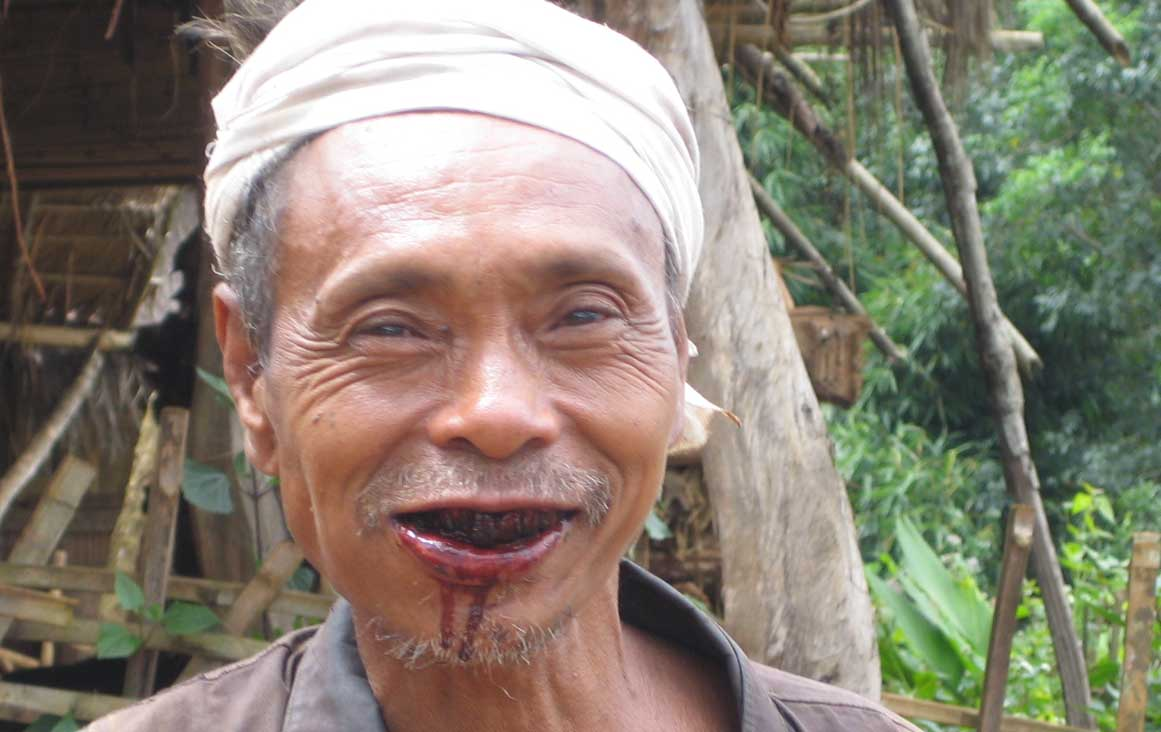
Žvýkání betelového sousta, Myanmar
Ostrý úsměv, vedlejší důsledek žvýkání betelového sousta. Kupang, Indonésie
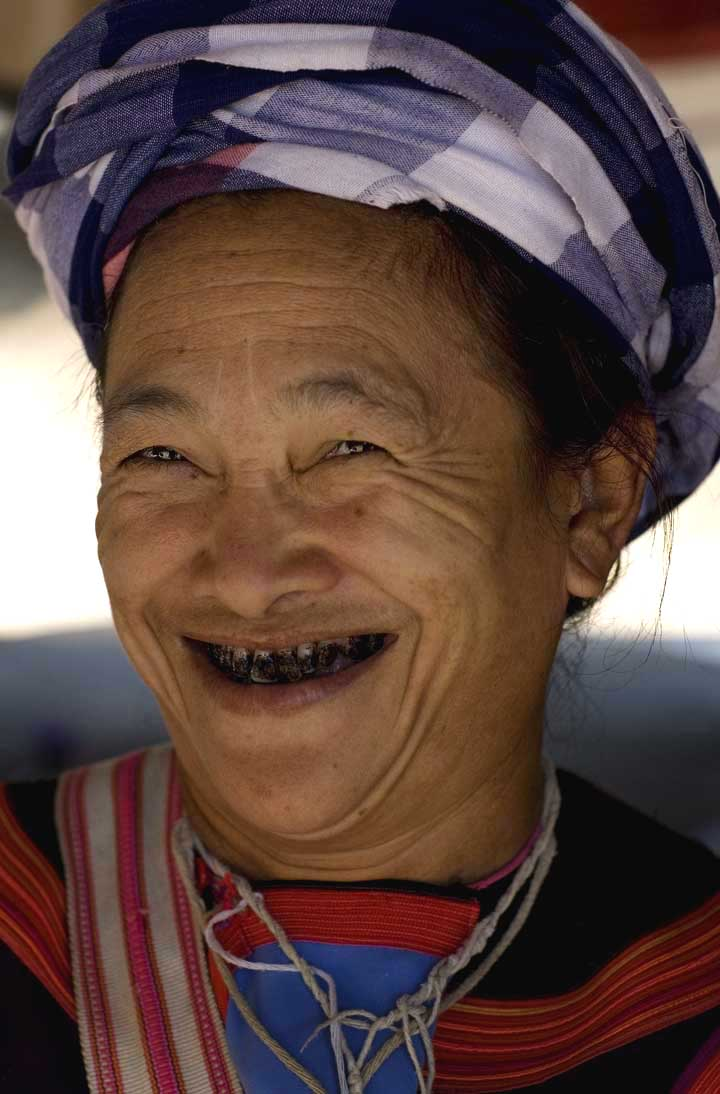
Žvýkání betelového sousta s vápnem postupně ničí zubní sklovinu, přičemž arekolin pak zuby zbarví do oranžova a posléze při dlouhodobém užívání do černa.
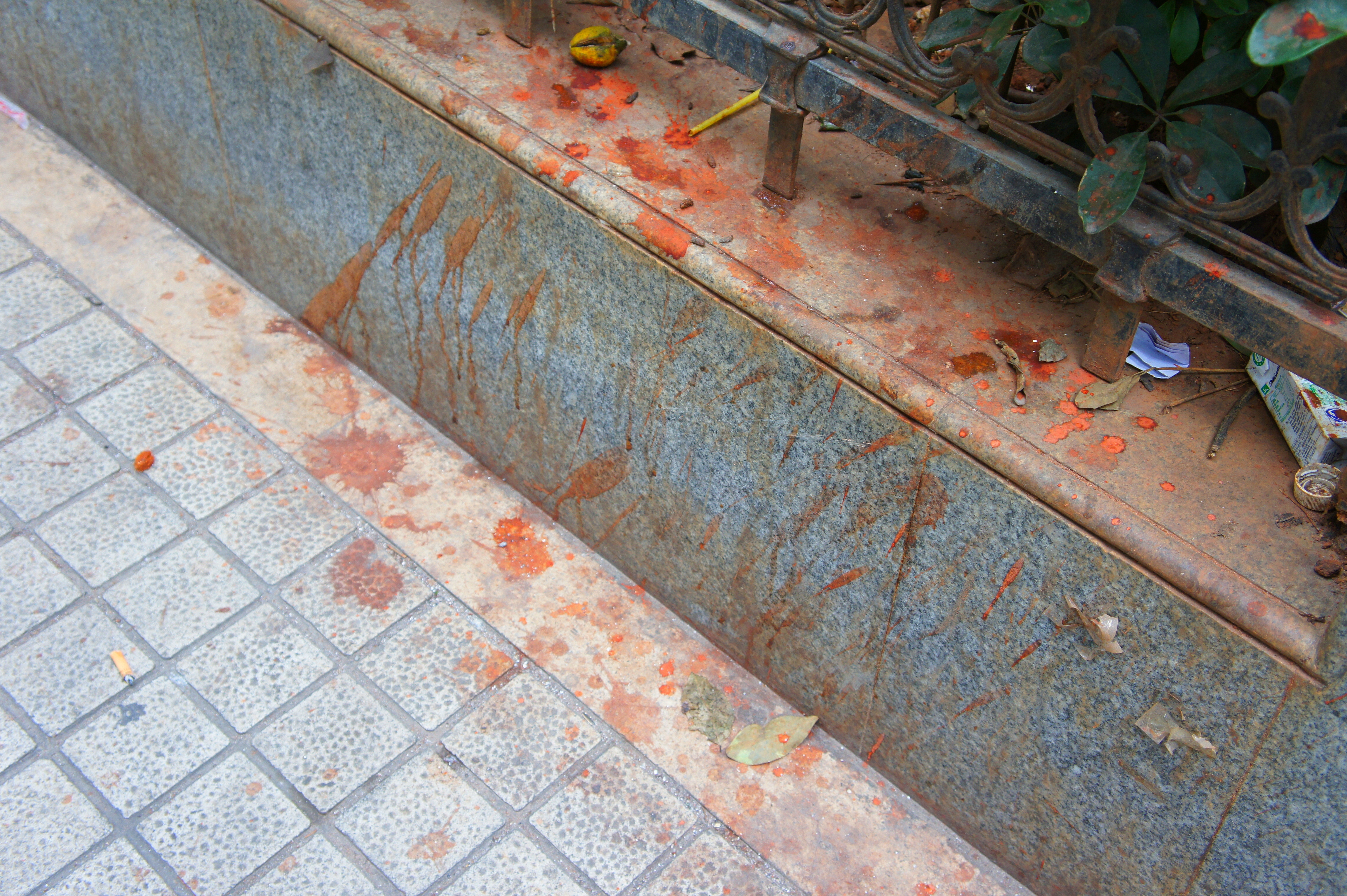
Betelové sousto: typické červené plivance